# 클로바인
클로바인(Clovine)은 클라우드 기술을 기반으로 구축된 프로젝트 및 포트폴리오 관리 프로그램(PPM)이다.
클로바인은 프로젝트 수행 중에 발생되는 요구사항과 이슈를 관리하고, 태스크 및 간트 차트로 프로젝트 일정을 관리한다.

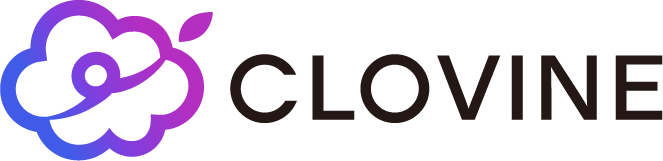
옛 로고

## 기능
| 기능        | 설명 | 더보기 |
| 마인드맵    | 1. 한눈에 프로젝트의 구조를 파악하고 진행상황에 대한 통찰력을 제공한다. 2. 프로젝트를 구조화 하고 주어진 업무를 파악해 직관적으로 보여주며, 높은 성공률을 보장한다. 3. 업무의 카테고리화가 가능하다. 4. 마인드맵의 태스크 검색으로 태스크를 쉽게 찾을 수 있다.                                                                                       | 더보기 |
| 칸반보드    | 1. 애자일(Agile) 조직을 운영할 때 더욱 직관적이고 스마트하게 운영 가능하다. 2. 카드 한장으로 태스크의 모든 정보를 확인할 수 있다. 3. 태스크 현황에 따라 컨디션을 자동으로 조정한다. 4. 드래그로 쉽게 카드를 이동할 수 있다. | 더보기 |
| 간트차트    | 1. 단순히 업무를 나열하는게 아니라 업무의 흐름을 기록할 수 있다. 2. 크리티컬 패스 버튼을 통해 활성화를 통해 업무 분석이 가능하다. 3. 태스크뷰, 구성원뷰 두 가지 기준을 선택해서 볼 수 있다. 4. 업무가 생각보다 일찍 끝나거나 지연이 되는 경우 반영이 되며, 추가적인 내용도 삽입 가능하다.                                                            | 더보기 |
| 할 일       | 1. 프로젝트 목표 외 개인의 목표를 기록 작성이 가능하다. 2. 개인 목표가 프로젝트 목표와 밀접한 관련이 있다면 추가적으로 연결이 가능하다. 3. 연결했다면, 칸반보드와 간트차트 그리고 마인드맵에서 확인하고 효과적으로 관리할 수 있다. | 더보기 |
| 파일관리    | 1. 같은 이름의 파일의 버전을 관리해 준다. 2. 파일의 최신버전과 이전의 버전의 변경 사항을 인공지능 기술인 클로바인만의 파일컴페어 기능을 통해 직관적으로 추적한다. | 더보기 |
| 피드        | 1. 중요한 내용을 프로젝트 내에서 기록함으로서 메신저에서 놓칠 수 있는 부분을 보완한 기능이다. 2. 모든 프로젝트 태스크에 기록할 수 있고 댓글로 피드백을 주고 받을 수 있다. 3. 프로젝트 태스크의 변경사항들이 기록되어 진다. 4. 모든 프로젝트에 대한 내피드를 확인 할 수 있다.                                                                         | 더보기 |
| 드라이브    | 1. 프로젝트의 파일을 드라이브에서 업로드 할 수 있다. 2. 프로젝트의 다양한 위치에 저장된 모든 파일을 한 번에 확인하고 검색한다. | 더보기 |
| 릴레이션    | 1. 릴레이션을 태스크에 연결하면, 마인드맵에서 태스크가 붉은색으로 이슈로 자동 변경된다. 2.이슈로 변경한 태스크는 릴레이션이 해결 될 때까지 반영된다. 3. 프로젝트의 이슈상황을 한 번에 확인할 수 있으며, 이슈의 우선순위 확인이 편리하다. |        |
| 참여자 관리 | 1. 새로운 프로젝트의 리더와 참여자를 구성하는 기능이다. 2. 참여가 가능한 담당자인지 (업무강도를 파악하여) 확인하는 기능이다. 3. 역량과 능력에 따라 가중치를 설정한다. 4. 프로젝트에 추가된 담당자가 다른 프로젝트에 영향을 받는지 여부를 확인한다. 5. 참여자에 따라 프로젝트 접근 권한을 다르게 설정할 수 있다.                                      | 더보기 |
| 예산        | 1. 계획 예산에서 실행예산까지 비용을 모니터링하는 기능이다. 2. 예산 관리 기능은 실시간으로 업데이트되는 데이터를 기반으로 쉽고 빠르게 예산을 계획하고 실제 소효되는 비용 확인 가능하다. 3. 프로젝트 단축 지연 되었을 때 설정해 둔 인건비를 이용해 인건비를 자동으로 관리할 수 있다. 4. 비용 템플릿을 이용해 다양한 비용들을 한 곳에서 확인 가능하다. | 더보기 |
| 템플릿      | 1. 랄레이션 기능을 통해 보고서 템플릿을 이용, 작성할 수 있다. 2. 프로젝트 생성시, 제공되는 템플릿을 사용할 수 있다. 3. 프로젝트의 마인드맵을 템플릿화 해서 사용할 수 있다. |        |

### 특징
• 클로바인에서 진행하는 프로젝트 진행상황과 일정을 네이버웍스로 관리할 수 있다.
• 전문적인 프로젝트 관리/분석 기능
• 멀티태스킹 환경
• 파일 비교기능, 파일 버전관리, 대용량 스토리지 등
• 프로젝트 진행상황의 실시간 모니터링

## 역사

### 베타 서비스
클로바인은 2021년 8월에 베타 버전을 공개했다.

### 정식 오픈
헤븐트리는 2021년 10월 5일  클로바인 정식 오픈을 했다. 정식 서비스를 통해 월 정기 구독을 하게 될 경우 유료 라이선스 외 모든 기능이 가능한 기본 라이선스를 3개 추가로 제공한다.

### 네이버 웍스 연동
헤븐트리와 네이버 클라우드가 솔루션 사업 협력을 위한 파트너십 계약을 지난 10일 체결했다. 솔루션 사업 협약을 위한 파트너십 계약으로 헤븐트리에서 개발한 클로바인으로부터 IP를 제공받고 네이버 클라우드 자체 보유 IP와 콜라보 하는 프로젝트로 향후 커뮤니티 기반의 마케팅, 판매, 기타 사업 확대를 위한 공동 프로모션을 적극 추진해 간다는 계획이다. 로그인 연동 기반으로 클로바인 사용자들에게 프로젝트 진행 중 변경사항을 실시간으로 네이버웍스로 알림을 제공하고, 네이버웍스 사용자는 클로바인을 사용할 수 있게 됐다.

### 북미 정식 오픈
클로바인은 2022년 3월 2일에 북미 정식 오픈을 했다.
헤븐트리 홍정원 대표는 “이번 북미 진출로 현재 북미에서 사용 중인 프로젝트 관리 프로그램의 세대교체가 이루어질 것으로 예상한다.”라며, “한국 소프트웨어의 글로벌화에 기여하는 시작점이 될 것이다.”라고 말했다.